# ChessBase

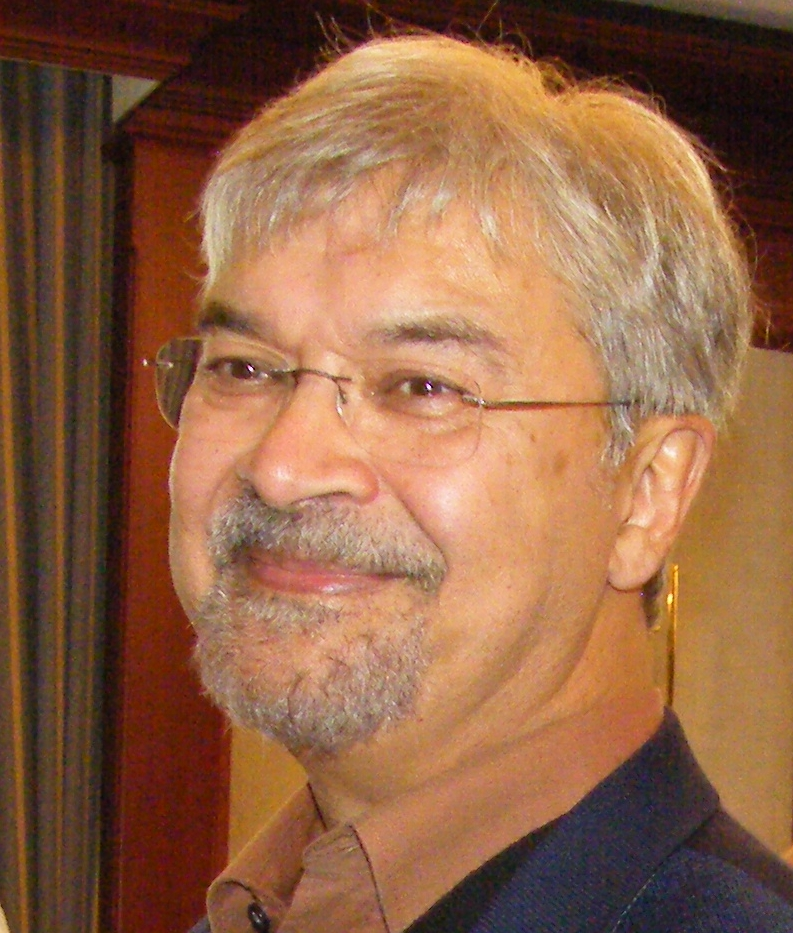
Frederic Friedel, jeden z założycieli ChessBase

ChessBase – przedsiębiorstwo informatyczne, założone w 1986 r. przez Frederica Friedla i Matthiasa Wüllenwebera, mające swoją siedzibę w Hamburgu. Zajmuje się tworzeniem i sprzedażą oprogramowania szachowego, pracującego w środowisku Windows, jak również prowadzi (w trzech językach: angielskim, niemieckim i hiszpańskim) internetową stronę z najnowszymi informacjami ze świata szachowego oraz zarządza serwerem Playchess.com, który jest jednym z najpopularniejszych miejsc do gry w szachy w Internecie.

## Opis
Podstawowym produktem przedsiębiorstwa jest program ChessBase, który jest kompletną bazą danych, zawierającą oprócz samego oprogramowania ponad 8,4 mln partii szachowych z lat 1560–2020, w tym ponad 85 tys. skomentowanych (Mega Database 2021 – dane z listopada 2020). Aktualna, wydana w listopadzie 2020 r. wersja, posiada oznaczenie ChessBase 16. Program jest jednym z dwóch (oprócz ChessAssistanta) najpopularniejszych narzędzi, przeznaczonych dla szachistów o różnej sile gry, od zawodników bez kategorii po najsilniejszych arcymistrzów. Posiada wiele funkcji, m.in. tworzenie i zarządzanie dowolną liczbą baz szachowych, wyszukiwanie partii według określonych kluczy (np. zadanej pozycji, debiutu, nazwisk szachistów, taktycznych i strategicznych motywów, przewagi materialnej, szachowego rankingu, itd.), generowanie różnego rodzaju statystyk oraz tworzenie gotowych do umieszczenia w Internecie apletów Javy, pozwalających na przeglądanie partii szachowych bezpośrednio w przeglądarce internetowej. Oprócz szachowej bazy danych, przedsiębiorstwo produkuje programy do gry w szachy oraz tzw. "silniki szachowe", m.in.: Fritz, Deep Fritz, Shredder, Junior oraz Deep Junior, które są całkowicie kompatybilne z ChessBase. Programy te corocznie zajmują czołowe miejsca w mistrzostwach świata szachowych programów. Aktualnie ich siła gry przewyższa umiejętności człowieka, np. w roku 2006 w Bonn rozegrano mecz pomiędzy mistrzem świata Władimirem Kramnikiem a Deep Fritz 10 (wieloprocesorową wersją Fritza), w którym komputer zwyciężył w stosunku 4 – 2.
Przedsiębiorstwo ChessBase wydaje również płyty CD i DVD, zawierające monografie wybitnych szachistów, jak również opracowania debiutowe i treningowe. Publikowany co 2 miesiące ChessBase Magazine zawiera informacje z szachowych turniejów, artykuły teoretyczne, partie komentowane oraz najnowsze wersje oprogramowania (tzw. upgrade). Do stałych współpracowników ChessBase należą wybitni szachiści, m.in. Garri Kasparow, Aleksiej Szyrow i Wiktor Korcznoj, jak również inni znani arcymistrzowie: Rainer Knaak, Mihail Marin, Helmut Pfleger, Ľubomír Ftáčnik, Igor Štohl czy Thomas Luther.